# Вільгельм Фрідеман Бах
Вільгельм Фрідеман Бах (нім. Wilhelm Friedemann Bach, 22 листопада 1710 — 1 липня 1784) — німецький органіст і композитор, старший син Йоганна Себастьяна Баха.

## Життя і творчість
Народився у Веймарі, навчався в Лейпцигу. В 1733 році його призначили на посаду органіста церкви св. Софії в Дрездені, а в 1746 році завдяки клопотанням батька став органістом церкви Пресвятої Діви (Liebfrauenkirche) в Галле. На цій посаді працював до 1764 року, після чого лишався до кінця життя безробітним. Помер у Берліні.
Лише невелика частина творів В. Ф. Баха була опублікована. Деякі з його рукописів зберігаються у Берлінській бібліотеці. Для нумерації творів В. Ф. Баха зазвичай використовується система Мартіна Фалко. Творчу спадщину композитора складають церковні кантати, фуги, полонези і фантазії для клавіра, а також секстет для струнних і духових.
Вільгельм Фрідеман разом зі своїм братом Карлом Філіпом Еммануїлом повідомили багато важливої інформації першому біографу Баха, Йогану Миколаю Форкелю. Цю інформацію Форкель використовував у біографії Йоганна Себастьяна, що вийшла у 1802 році. Проте багато рукописів свого батька він загубив, а деякі намагався навіть видати за свої власні. Так, наприклад, BWV 596 органний концерт довгий час помилково приписували Вільгельму Фрідеману через його підпис на рукопису Баха-старшого.